# سنجش میزان آب
برای سنجش میزان آب در یک واحد زمانی برای مصارف کشاورزی معیارهای متعددی در شهرهای مختلف ایران بکار گرفته می‌شد. واحد سنجش امروزی اندازه‌گیری آب در سیستم متریک، یک متر مکعب بر ثانیه و یا یک هزارم آن (لیتر بر ثانیه) می‌باشد که به آن «دبی» می‌گویند. هرچند امروزه کارهای عمرانی در ایران برای سنجش میزان آب از واحد دبی استفاده می‌کنند ولی هنوز هم در برخی از روستاها استفاده از واحدهای قدیمی متداول است، که در این مقاله به آنها اشاره خواهد شد:

## پیمانه کردن
یکی از روش‌های تعیین مقدار آب که از هزار سال پیش تاکنون متداول بوده، «پیمانه کردن» آب می‌باشد. روش کار بدین ترتیب است که در کنار نهر یا جوی آب، تشتی پر از آب قرار داده و به تعداد «پیمانه مدت» مشخصی به هر روستا یا کشاورز آب می‌دهند.
تعدادی از پیمانه‌های مدت به شرح زیر می‌باشند:
- بست: ظرفی است که دارای سوراخی برای ورود آب می‌باشد که طول و عرض آن سوراخ به اندازه یک دانه جو است. این پیمانه را مردم در شهر مرو به کار می‌بردند.
- فنگال یا فنجان: مقدار آن برابر با ده «بست» می‌باشد.
- سرخه: یک شصت‌ام از آب نهر در یک شبانه روز را می‌گویند.

## سنگ
سنگ مقیاسی قدیمی برای سنجش میزان آب می‌باشد که برابر است با مقدار معینی آب، (برحسب لیتر در هر ثانیه). این مقیاس دارای انواع مختلف (سنگ دیوانی، سنگ آسیا و سنگ زراعتی) می‌باشد. 
مقدار واحد سنگ در نواحی مختلف ایران متفاوت می‌باشد:
- در تهران، یک سنگ آب عبارت است از مقدار آبی که از شکافی به اندازه ۰/۲۰ متر مربع و به طول یک متر در هر ۳ ثانیه جریان داشته باشد.
- در کرمان، یک سنگ آب عبارت است از ۲۴ ساعت آبی که برای آبیاری ۲ هکتار زمین کافی باشد.
- در اصفهان، یک سنگ آب برابر است با مقدار آبی که یک جریب زمین را در یک ساعت آبیاری کند.
- در شیراز، یک سنگ آب عبارت است از مقدار آبی که از شکافی به ابعاد ۲۰ سانتیمتر در ۸۰ سانتیمتر و از قرار یک متر در هر ثانیه جریان داشته باشد (این واحد به «سنگ دیوانی» مشهور می‌باشد).

## سایر واحدهای سنجش آب در ایران
- بره: واحد بکار گرفته شده در میاندوآب می‌باشد و مقدار آبی است که در ۲۴ ساعت ۶۰ من محلی زمین گندم را سیراب کند که مقدار آن معادل ۲۰ لیتر در ثانیه می‌باشد.
- وریان: واژه معمول در آذربایجان می‌باشد مقدار آبی است که به وسیله زارع قابل هدایت به مزارع باشد و در هر شبانه روز ۵/۱ هکتار زمین را سیراب کند. که مقدار آن معادل ۲۰ لیتر در ثانیه می‌باشد.
- جفت: در خراسان از این واحد استفاده می‌کنند و آن مقدار آبی است که به وسیله یک جفت آب زمینی را سیراب سازد. (هر ده جفت معادل یک سنگ آسیاب است). مقدار آن معادل ۴ لیتر در ثانیه می‌باشد.
- قفیز: واحد بکار گرفته شده در یزد می‌باشد مقدار آبی است که ۱۰۰۰ متر مربع زمین را در ۱۲ ساعت از شبانه روز سیراب کند. که مقدار آن معادل ۱ لیتر در ثانیه می‌باشد.